# Steffi Friis
Steffi Friis (* 21. August 1993 in Solothurn, bürgerlich Stefanie Selina Friis) ist eine schweizerisch-dänische Schauspielerin.

## Leben
Steffi Friis stand in der Saison 2010/11 am Luzerner Theater als Solvejg in Peer Gynt in einer Inszenierung von Þorleifur Örn Arnarsson auf der Bühne. 2012 gab sie ihr Fernsehdebüt in der Tatort-Folge Skalpell, in der sie in der Rolle der Claudia Caflisch zu sehen war und spielte mit dem Jungen Theater Solothurn die Rolle der Maren in Creeps von Lutz Hübner.
2016 begann sie ein Schauspielstudium an der Hochschule der Künste Bern, das Studium schloss sie 2019 als Bachelor of Arts ab. In der Saison 2018/19 stand sie am Theater Basel unter anderem als Betty Paris in Hexenjagd unter Robert Icke, als Bianca in Othello X unter Nuran David Calis und als Wäscherin in Yerma auf der Bühne.
In der SRF-Serie Der Bestatter war sie in einer Episodenrolle zu sehen. In der Kinokomödie Eden für jeden von Regisseur Rolf Lyssy basierend auf dem Dokumentarfilm Unser Garten Eden (2010) von Mano Khalil übernahm sie 2020 an der Seite von Marc Sway die weibliche Hauptrolle der Studentin Nelly. Zuvor arbeitete sie mit Lyssy für den Film Die letzte Pointe (2017) zusammen.
Ihre Schwester Adina Friis ist Musikerin und Komponistin und schrieb unter anderem die Musik zum Film Eden für jeden.
Neben Schweizerdeutsch spricht sie Dänisch als Muttersprache.

## Filmografie (Auswahl)
- 2012: Tatort: Skalpell (Fernsehreihe)
- 2012: Freunde (Kurzfilm)
- 2014: Eltern (Kurzfilm)
- 2015: Der Hamster (Fernsehfilm)
- 2017: Die göttliche Ordnung
- 2017: Zwiespalt (Fernsehfilm)
- 2017: Die letzte Pointe
- 2019: Der Bestatter (Fernsehserie, eine Episode)
- 2020: Eden für jeden